# 阿格里帕浴場

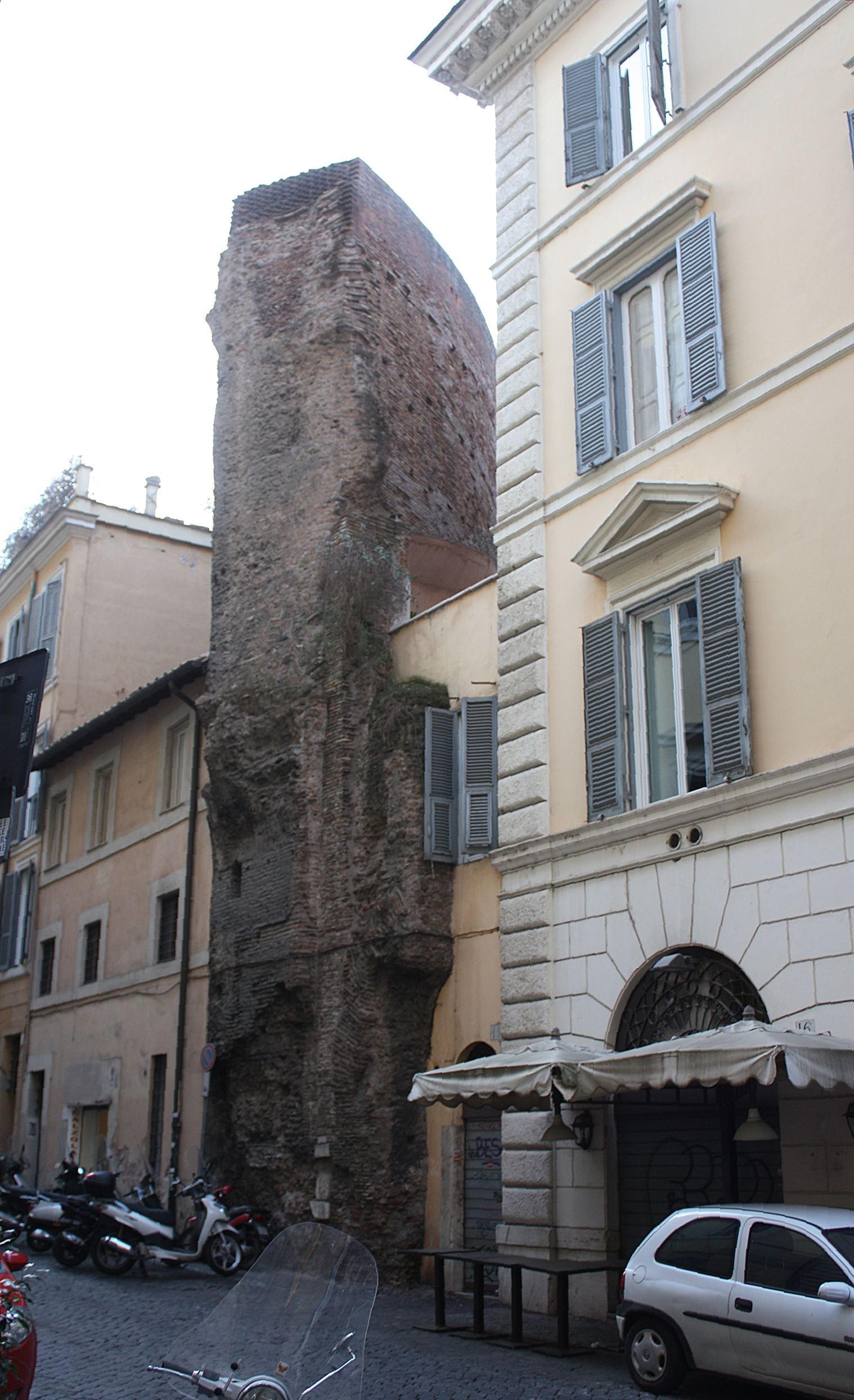
阿格里帕浴場遺跡

阿格里帕浴場（拉丁語：Thermae Agrippae）是羅馬的一座古代浴場，也是古羅馬史上第一座公共浴場。另外，這座浴場也是古羅馬唯一的一座不是由皇帝建設的浴場。浴場修建於西元前1世紀、在西元80年曾被火災侵襲，後得到修復並擴建。7世紀時，為獲得建築材料，浴場開始被採掘，但直到16世紀時，浴場仍保持了大部分原型。